# 26004 Loriying
26004 Loriying è un asteroide della fascia principale. Scoperto nel 2001, presenta un'orbita caratterizzata da un semiasse maggiore pari a 2,3734596 UA e da un'eccentricità di 0,1985927, inclinata di 1,70999° rispetto all'eclittica.